# Black Callerton
Black Callerton – przysiółek w Anglii, w Tyne and Wear, w dystrykcie metropolitalnym Newcastle upon Tyne, w civil parish Woolsington. Leży 9.1 km od miasta Newcastle upon Tyne i 404.9 km od Londynu. W 1951 roku civil parish liczyła 365 mieszkańców.